# Igloo Snowdrift
Koordinaten: 74° 59′ S, 163° 47′ O
Die Igloo Snowdrift (englisch für Iglu-Schneeverwehung) ist eine Wechte an der Scott-Küste des ostantarktischen Viktorialands. Sie liegt am Ufer der Evans Cove.
Die von Victor Campbell angeführte Nordgruppe der Terra-Nova-Expedition (1910–1913) des britischen Polarforschers Robert Falcon Scott benannte sie nach einem von ihr in die Wechte hineingegrabenen Nachtlager.